# 巴柏貝狄印清真寺
巴柏貝狄印清真寺（阿拉伯语：‎，羅馬化：Masjid Bab al-Bard'iyin; 柏柏爾語: ⵎⴻⵣⴳⵉⴷⴰ ⵜⴰⵡⴰⵔⵟ ⵉⴱⴰⵔⴷⵉⵢⵏ）為摩洛哥梅克內斯老城的一座清真寺，與老城區一同被聯合國教科文組織列為世界遺產。這座清真寺建於18世紀初，是在摩洛哥第一位女部長Khnata bent Bakkar的命令下建造。清真寺佔地面積620平方米，由夯土建造，因附近的城門而得名。

## 事故
2010年2月19日，其宣禮塔在主麻日期間倒塌，造成至少41人死亡和多人受傷。此前幾天，該地區曾下過大雨。穆罕默德六世國王下令按照原貌重建宣禮塔，並下令對所有舊清真寺進行結構穩定性評估。這次倒塌是摩洛哥發生的同類事件中最嚴重的一次。摩洛哥因清真寺明顯缺乏維護而受到公眾批評。